# 真鍋敬子
真鍋敬子（MANABE Keiko，1987年3月11日—），岐阜縣出生，日本女子曲棍球運動員，亦為日本國家女子曲棍球隊成員。畢業於東可児中学校、岐阜女子商業高校及東海学院大学。

## 簡歷
2010年11月，真鍋敬子代表日本出戰廣州亞運會，參加曲棍球比賽，奪得銅牌。